# Orosz Ferenc (szerzetes)

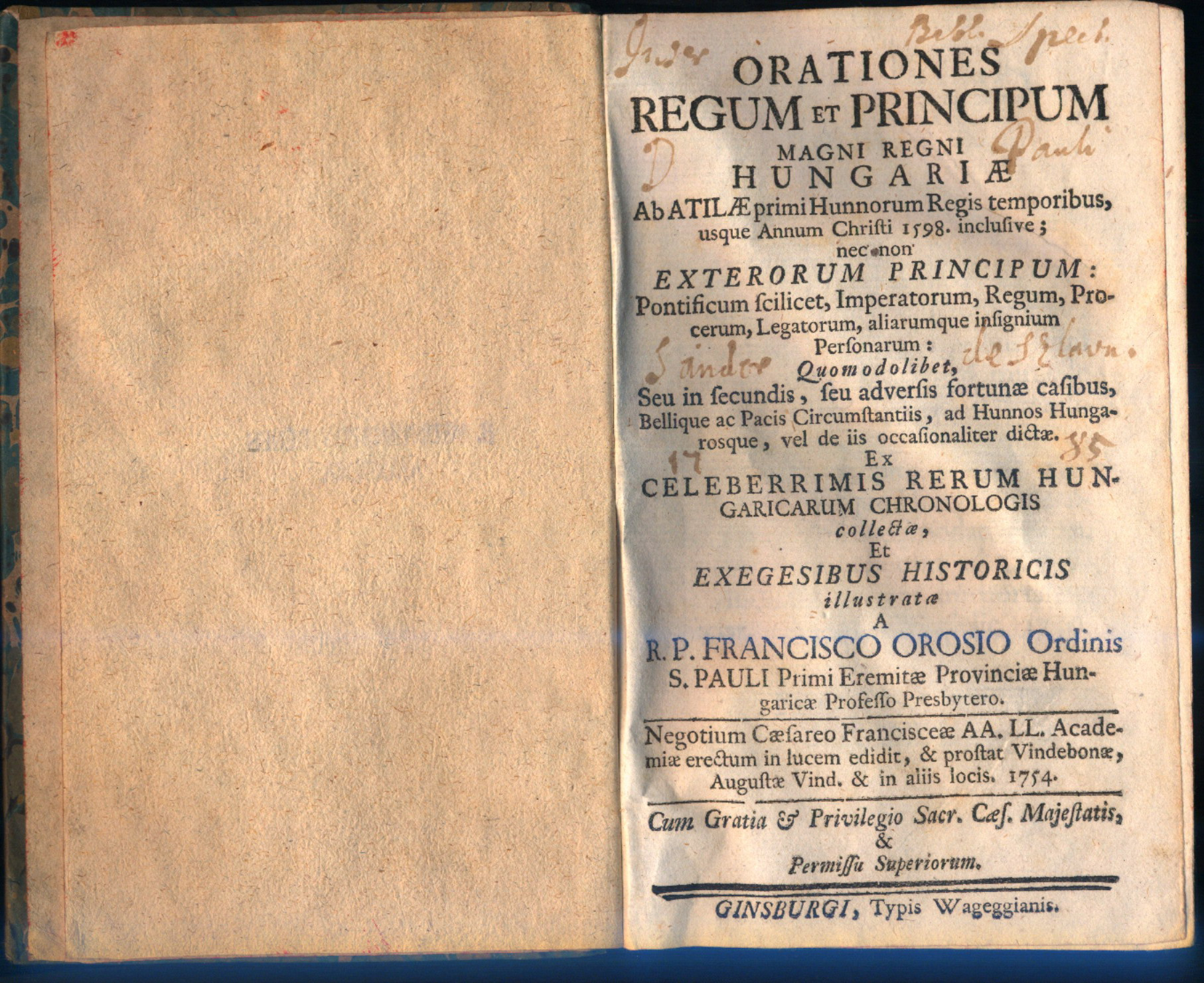
Orosz Ferenc „Orationes Regum et Principum" című munkájának címlapja

Balásfalvi Orosz Ferenc (Nagyfödémes, 1697. – Terebes, 1771. szeptember 21.) pálos rendi szerzetes, egyházi író.

## Élete
1714. július 27-én lépett a rendbe; 1715. július 28-án fölszenteltetett. 1747-ben a növendékpapok magisztere volt a márianosztrai konventben. Megirta szerzete történetét és azt Synopsis annalium eremicoenobiticorum ff. eremitarum Ord. S. Pauli címen Sopronban 1747-ben közre bocsátotta.

## Művei
- Első Lajos magyar királynak dicsőséges országlásárúl, és élete fogytáig viselt dolgairúl, ugyan ő felsége János nevű belső-titok-tartó nótariussától (ki idővel osztán Erdély-országban Küküllői fő-esperes vala, és ugyan ottan az esztergomi érseknek lelki dolgokban generalis vicáriussa) szerzet rövid krónika. Mellyet azon királynak frissebb emlékezetére, és a magyar nemzetnek dicsőségére, deákbúl… most újonnan magyarra fordított, s némelly rövid magyarázatokkal megvilágosított és bővített. Kassa, 1731. és Buda, 1760
- Synopsis annalium eremi-coenobiticorum ff. eremitarum ordinis S. Pauli primi eremitae primum anachoretarum authoris et magistri vitam, tranlationes & miracula complectens; dein sacri, et candidi ejusdem ordinis originem, progressum & in complura regna cum fundationibus monasteriorum propagationem, vitasque fratrum suorum sanctimonia illustrium, pietate item & doctrina clarorum, nec non quaedam alia scitu digna referens; ex primo & secundo volumine concinnata. Sopronii, 1747. Rézmetszettel (Szerzetének története mellett családjának elődeiről is nyujt itt jegyzeteket, melyek közé azonban némi kétséges adatokat is belekevert.)
- Magyar országnak jeles tündökléssel fel-tetszett új csillaga. Az az a világnak vége felé járó üdőkben sok és nagy csudákkal tündöklő sasvári b. szüz Mária. Melly ugymint fájdalmaknak és Istennek szentséges annya a keresztény hiveknek lelki és testi idvességekre nyilván ki-tétetett szent képénél, csudatévő eredetinek első esztendeiben, minémű csudálatos jelekkel, s anyai hatalmát és kegyelmét bővségesen bizonyitó csuda-tételekkel tündöklő-légyen, historiáson le-ábrázoltatik, és a szüz Máriát ájtatosan tisztelő olvasónak elejbe terjesztetik, első Remete Sz. Pál rendén lévő sasvári convent által. Nagyszombat, 1751
- Puteus aquarum viventium, Cant. c. 4. v. 15. Élő vizek kuttya; az az: A Thali csudálatos boldogságos szűz Máriának öt száz, és több esztendőknek előtte csudálatosan találtatott, számtalan sok, és szűntelen jó-téteményekkel, s kegyelmekkel kifolyó kútforrása, és az Isten szülő b. szűz csudálatos képe megtalálásának, első Remete Sz. Pál szerzete Mária-Thall nevű klastroma templomában, Magyar országban királyi Posony városán fellyül lévőben, általa lött csudáknak, jeleknek, és jó téteményeknek le-irása, melly először 1734. esztendőben németh, az után 1743. esztendőben deák nyelven világosságra ki-bocsáttatott, most pedig… a magyar nemzetnek kedvéért magyarra fordittatott. Nagyszombat, 1748 (Kummer László után ford.)
- Szent Jeronimus. Egyedül valóságnak ékessége. Az-az Tebais-béli dütsöséges Szent Pál pátriárkának, remeték fejedelmének, és mesterének, élete, és halála, mellyet… meg-irt. Első része, melly életének historiájábúl, s az irásbúl, és a szent atyák magyarázó könyveibül, ezen nagy Sz. tiszteletinek öregbítésére, historiássan, és ájtatossan szólló módon szedettetett öszve. Második része melly azon Szent Atya testének másuvá való némely által-vitelit, és tsuda-tételit foglallyja magában, és hasonló-képpen egynehány tzikkelyekre osztattatott. Melly deák nyelvből T. Pater Orosz Ferentz által magyarra fordíttatott. Nagyszombat, 1754. Rézmetszettel (2. kiadás. Nagyszombat, 1757)
- Orationes regum et principum magni regei Hungariae ab Atilae primi hunnorum regis temporibus, usque annum Christi 1598. inclusive; nec non exterorum principum: pontificum scilicet, imperatorum, regum, procerum, legatorum aliarumque insignium personarum: quo-modolibet, seu in secundis, seu adversis fortunae casibus, bellique ac pacis circumstantiis, ad hunnos hungarosque, vel de iis occasionaliter dictae. Ex celeberrimis rerum hungaricarum chronologiis collectae, et exegesibus historicis illustratae. Ginsburgi, 1754
- Első Remete szent Pál lelki elmélkedésekre gerjedeztető barlangja. Nagy-Szombat, 1755
- Keresztényi tökélletes halálra készült élet. Pozsony, 1758
- Vita moriens vagy-is haldokló élet az-az: némelly hasznos és ajtatos elmélkedések. Mellyek naponként gyakoroltatván, jóllehet a virágzó ifjúkorban és jó erőben lévőket is; de főképpen a koros embereket, e haldokló életben a halhatatlan igaz életre lelki szép tanúságokkal ébresztik. Mellyek-is Kollenicz András által 1729. esztendőben posonyi betükkel deák nyelven világosságra adattattanak. Most pedig a magyar nemzetnek kedvéért… magyarra fordíttattanak. Pest, 1758.
- Lelki kincsekkel rakott tárház az az ó, és új törvénybéli sz. írásnak sok részre terjedett titkos rejtek-helyeiből szorgalmatosan öszve-szedegetett jeles példákkal tellyes könyv, melyet a magyar nemzetnek lelki javára Hanapi Miklós után deákból magyarra fordított. Kassa, 1769

Kézirati munkái Horányi szerint: Selectiora doctorum virorum Apophtegmata; Miscellanea salubrium monitorum moralis Doctrinae; Meditationes pro singulis anni diebus; Regulae Principum; Danielik említi, hogy Kempis Tamásnak Jézus követéséről írt munkáját latin versekbe foglalta.